# Alcmeone godmani
Alcmeone godmani är en insektsart som beskrevs av Fowler. Alcmeone godmani ingår i släktet Alcmeone och familjen hornstritar. Inga underarter finns listade i Catalogue of Life.